# 青岛敏捷海葵
青岛敏捷海葵（学名：Actinothoe qingdaoensis）为绿海葵科敏捷海葵属的动物。在中国，分布于黄海等海域。